# Frauenbrunn-Kapelle

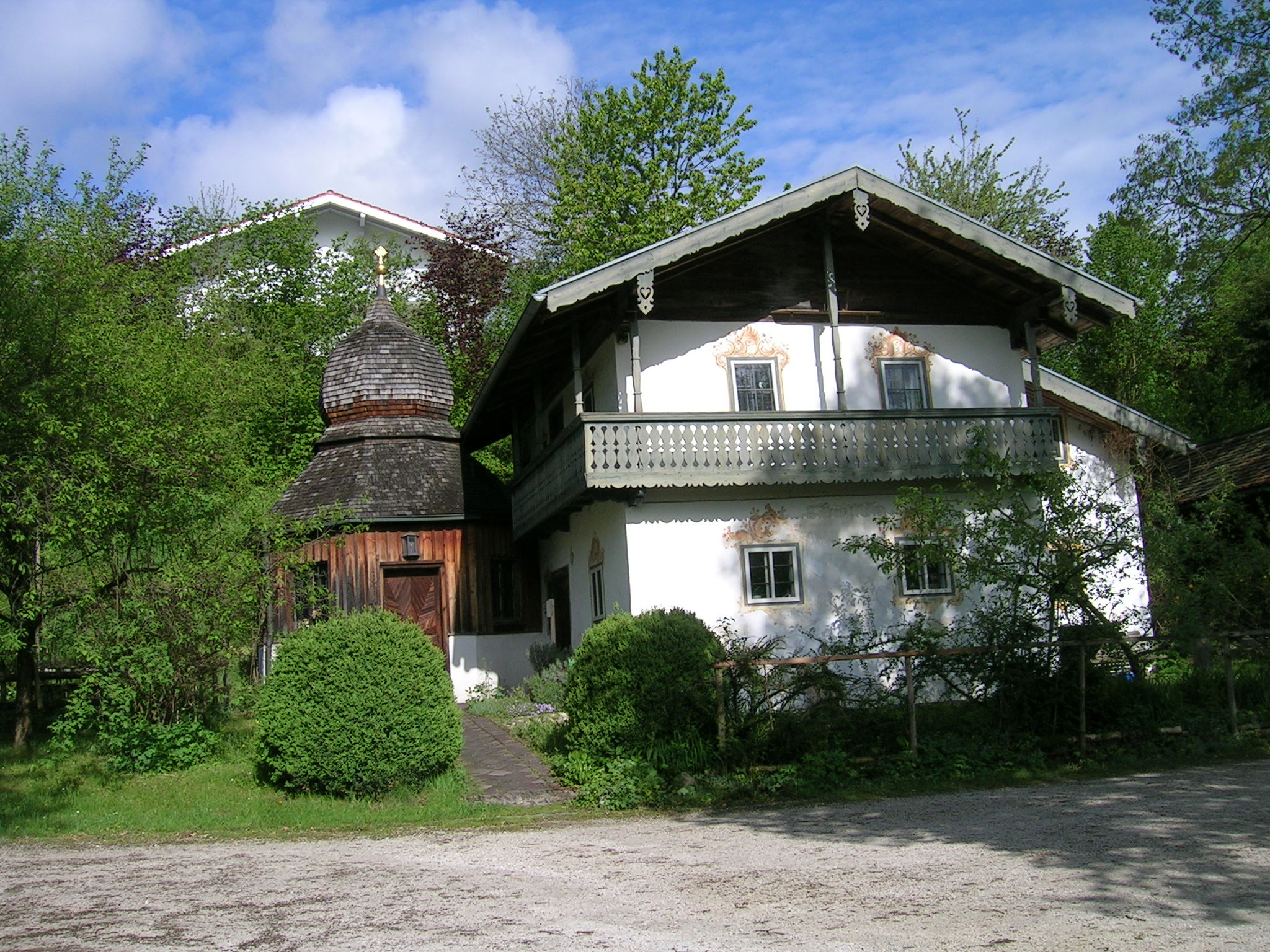
Frauenbrunn-Kapelle und -Haus

Frauenbrunn ist eine Wallfahrtskapelle im Traunwalchener Ortsteil Frauenbrunn (Stadt Traunreut) in Oberbayern. Seit 2004 trägt ein neu ausgewiesenes Baugebiet in Traunwalchen den Namen Frauenbrunn.

## Geschichte

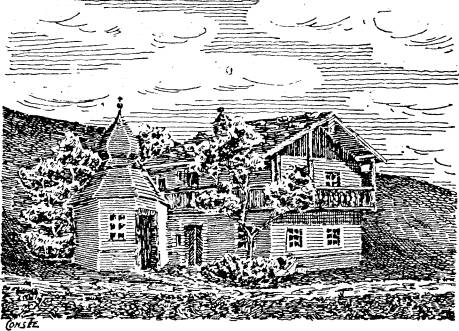
Frauenbrunn-Kapelle aus „Geschichte der Pfarrei Traunwalchen 1905“

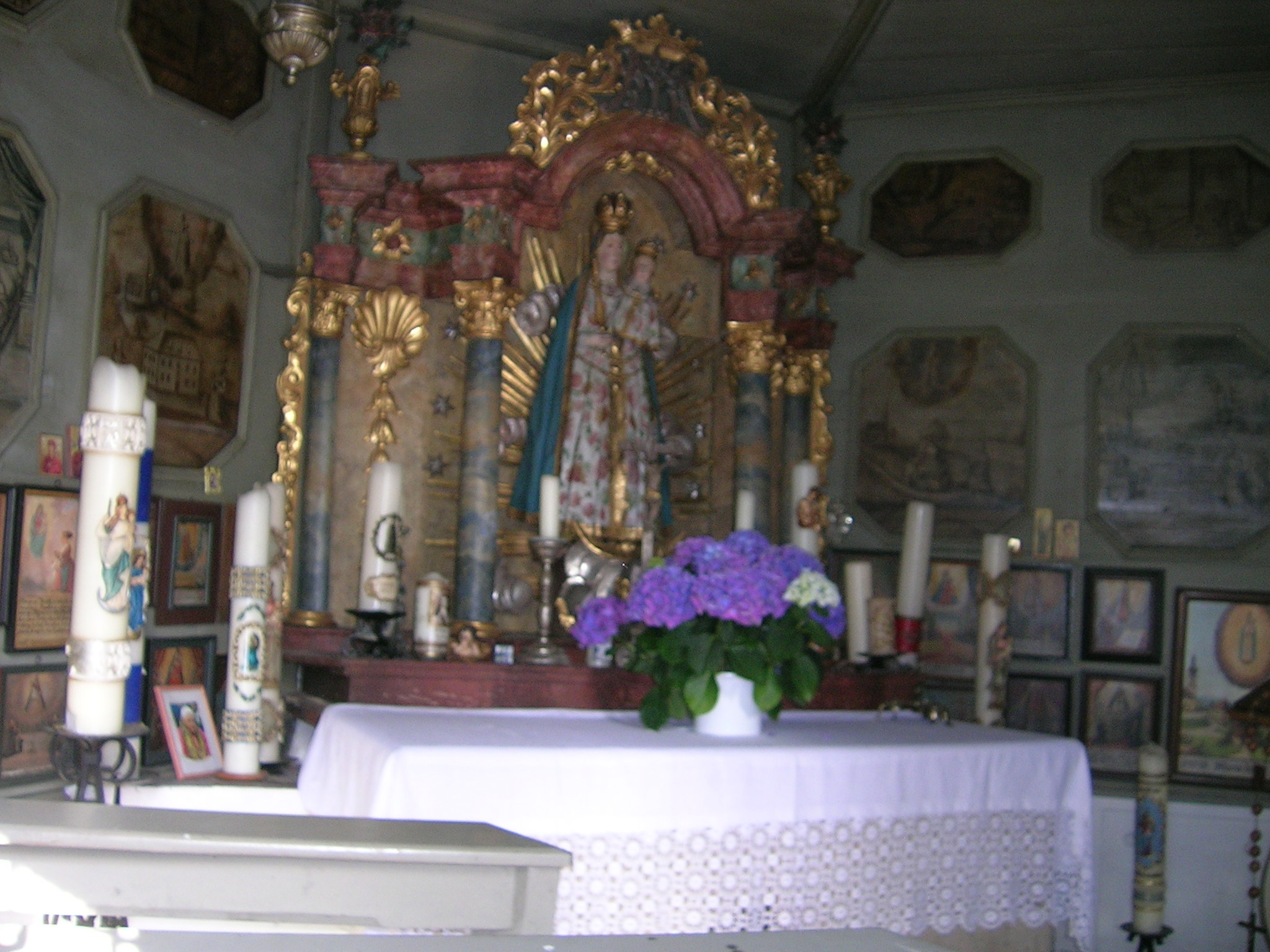
Altar und Votivtafeln in der Frauenbrunn-Kapelle

Die Frauenbrunnkapelle beim heutigen neuen Friedhof von Traunwalchen ist ein achteckiger Holzbau mit Zwiebelkuppel, der im Jahr 1606 vom Pertensteiner Hofmarksherren Graf Ladislaus von Törring über einer heilbringenden Quelle erbaut wurde. Dies nachdem seine Schwester durch den Genuss des Wassers von einem Augenleiden geheilt wurde. Die Kapelle war ab dem 17. Jahrhundert zusammen mit der Traunwalchener Pfarrkirche Mariä Geburt Gegenstand zahlreicher Wallfahrten und wurde Mitte des 18. Jahrhunderts barockisiert. Rund 100 Votivtafeln in der Kapelle aus der Zeit von 1669 bis 1946 bezeugen wundersame Heilungen und Rettungen durch die Muttergottes. Die Wallfahrt in Traunwalchen ging jedoch im Verlauf des 19. Jahrhunderts stark zurück.
Das aus dem Jahr 1770 stammende neben der Kapelle befindliche Frauenbrunnhaus ist eine Stiftung des Grafen Emanuel von Törring, sie wurde seinerzeit als Schulhaus genutzt. Es ist heute im Besitz des Heimatbundes Schloss Pertenstein.